# 페데 르 그랑
페데 르 그랑(Fedde le Grand, 1977년 9월 7일 ~ )은 네덜란드의 디스크자키이다.